# Rustenburg (gmina)
Rustenburg – gmina w Republice Południowej Afryki, w Prowincji Północno-Zachodniej, w dystrykcie Bojanala Platinum. Siedzibą administracyjną gminy jest Rustenburg.